# 邦卢加尔
邦卢加尔是巴西马拉尼昂州的一个市镇。总面积446.444平方公里，总人口12857人，人口密度28.8人/平方公里。